# Ретем
Ретем (нем. Rethem) — город в Германии, в земле Нижняя Саксония.
Входит в состав района Зольтау-Фаллингбостель. Подчиняется управлению Ретем/Аллер. Население составляет 2252 человека (на 31 декабря 2010 года). Занимает площадь 33,76 км². Официальный код — 03 3 58 018.
Город подразделяется на 4 городских района.